# Protosmia judaica
Protosmia judaica är en biart som först beskrevs av Mavromoustakis 1948.  Protosmia judaica ingår i släktet Protosmia och familjen buksamlarbin. Inga underarter finns listade i Catalogue of Life.